# Georgische presidentsverkiezingen 2018
De Georgische presidentsverkiezingen van 2018 vonden plaats op 28 oktober en 28 november 2018 voor de verkiezing van een nieuwe president, de vijfde in de geschiedenis van Georgië. President Giorgi Margvelasjvili had zich niet herkiesbaar gesteld voor een tweede termijn.
De onafhankelijke Salome Zoerabisjvili, die door regeringspartij Georgische Droom werd gesteund, won in de tweede ronde de verkiezingen met 59,5% van de stemmen van haar tegenstrever Grigol Vasjadze, de belangrijkste oppositiekandidaat van de Verenigde Nationale Beweging. Ze was de eerste vrouw die als president van Georgië werd gekozen. 
De opkomst was in de tweede ronde met 56,4% bijna tien procent hoger dan in de eerste ronde, waarin Zoerabisjvili en Vasjadze vrijwel gelijk eindigden. De termijn van Zoerabisjvili was eenmalig vastgelegd op zes jaar, vanwege de overgang naar een ander systeem voor de verkiezing van de president in 2024.

## Politieke gevolgen
Met ingang van de inhuldiging van de nieuwe president gingen ook belangrijke grondwetswijzigingen in, die onder meer de macht van de president verder reduceerden. De overgang van een presidentiële- naar een parlementaire republiek was al met de parlementsverkiezingen van 2012 en de presidentsverkiezingen van 2013 ingezet en werd in 2018 afgerond. 

### Wijzigingen kiesstelsel
In de gewijzigde grondwet werd ook de overgang vastgelegd naar een geheel evenredig kiesstelsel voor de verkiezing van het parlement, met ingang van de verkiezing in 2024. Dit kwam in de plaats van het tot dan geldende gemengde kiesstelsel. De grondwetswijziging schafte daarnaast de directe verkiezing van het presidentschap per 2024 af en verving deze door een verkiezing door een kiescollege bestaande uit driehonderd nationale, regionale en lokale vertegenwoordigers. De termijn van de president die in 2018 werd verkozen, was eenmalig op zes jaar gezet om de termijn direct aan te sluiten op de parlementsverkiezing van 2024.

### Overige wijzingen
Met ingang van de presidentsverkiezing van 2018 werd ook de clausule van kracht die het huwelijk definieert als "een verbintenis tussen een vrouw en een man met het doel een gezin te stichten". Daarnaast werd het parlement van Georgië grondwettelijk weer in Tbilisi gevestigd, nadat het sinds 2012 in Koetaisi zetelde. Een nieuwe grondwetsclausule die van kracht werd, waarborgde "de volledige integratie van Georgië in de Europese Unie en de Noord-Atlantische Verdragsorganisatie". Deze clausule stond later centraal in de politieke crisis na de parlementsverkiezing van 2024, toen premier Irakli Kobachidze aankondigde het Georgische EU-toetredingstraject stil te leggen tot minimaal het einde van 2028. Deze beslissing werd gezien als een schending van de grondwettelijke verplichting zich maximaal in te spannen "volledige EU integratie" te waarborgen.

## Kandidaten
In totaal meldden zich 46 kandidaten aan voor de presidentsverkiezing, maar werden er uiteindelijk een recordaantal van 25 op het stembiljet gezet. Negentien van deze kandidaten namen deel namens een partij en zes als onafhankelijk kandidaat. Regeringspartij Georgische Droom nomineerde geen eigen kandidaat, nadat zittend president Giorgi Margvelasjvili besloot zich niet voor een tweede termijn te kandideren.

### Oppositie

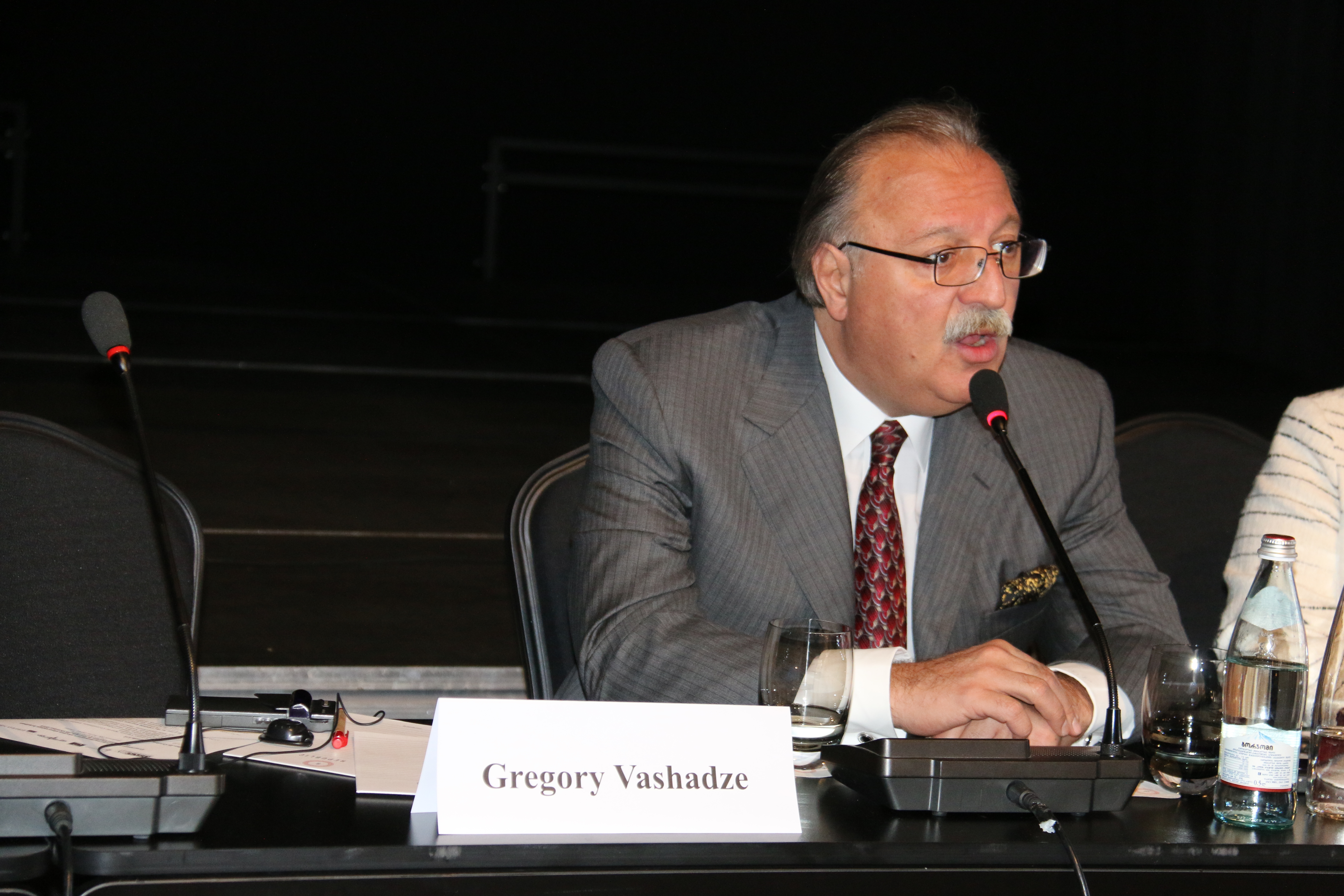
Grigol Vasjadze was namens de Verenigde Nationale Beweging de belangrijkste oppositiekandidaat.

De belangrijkste oppositiepartij Verenigde Nationale Beweging en negen andere partijen trokken onder de naam "Kracht in Eenheid" gezamenlijk op. Zij presenteerden op 18 juli 2018 hun kandidaat, buitenlandminister Grigol Vasjadze in het kabinet van voormalig president Micheil Saakasjvili (2005-2008).
Enkele dagen later presenteerde Europees Georgië hun kandidaat, voormalig parlementsvoorzitter David Bakradze (2008-2012) die in 2013 nog presidentskandidaat was namens de Verenigde Nationale Beweging. Eerder in het jaar had Europees Georgië, een afsplitsing van de Verenigde Nationale Beweging, zich nog gecommitteerd aan een gezamenlijke oppositiekandidaat, maar was daar op teruggekomen. Op het hoofdkantoor van de Europese Volkspartij waar de twee partijen aan gelieerd zijn, werd afgesproken dat ze elkaars kandidaat zouden steunen als een van beide in de tweede ronde zou komen.
Davit Oesoepasjvili, voormalig parlementsvoorzitter (2012-2016) en voormalig leider van de Republikeinse Partij kondigde op 1 augustus 2018 zijn kandidatuur aan, namens zijn Ontwikkelingsbeweging. Oesoepasjvili probeerde tevergeefs in juli nog president Giorgi Margvelasjvili aan zijn zijde te krijgen voor een samenwerking.
Andere bekende politici die zich voor de race meldden waren Sjalva Natelasjvili, leider van de Georgische Arbeiderspartij, die in 2013 als vierde eindigde, en Zoerab Dzjaparidze die meedeed als leider van de libertarisch georiënteerde partij Girtsji. Voormalig parlementsvoorzitter en tweemaal waarnemend president Nino Boerdzjanadze trok zich terug als kandidaat, omdat het presidentschap volgens haar was verworden tot "een symbool van de uitvoering van de wensen van Ivanisjvili, en niet die van het land".

### Georgische Droom

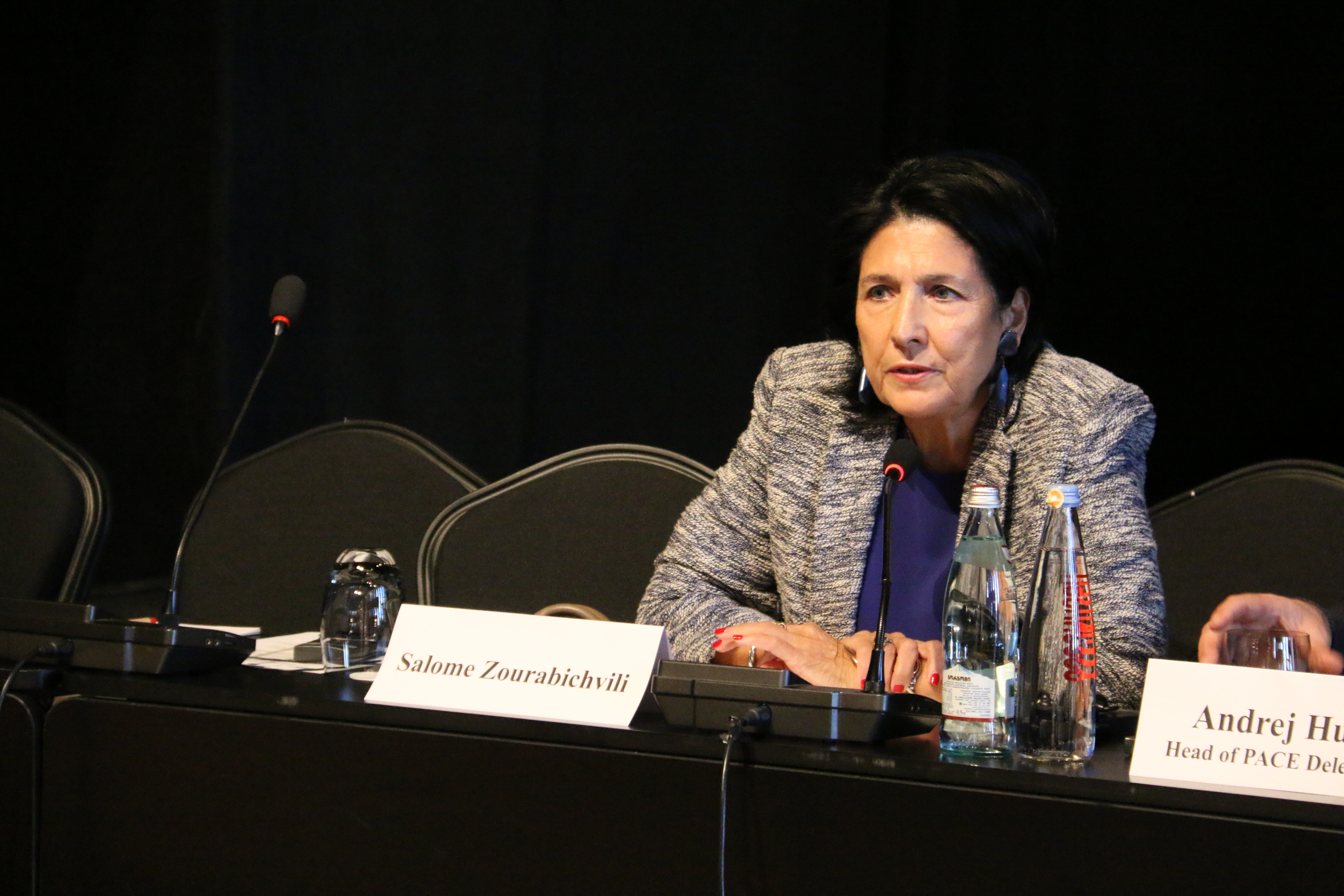
Salome Zoerabisjvili werd tot nieuwe president gekozen.

Op 6 augustus 2018 trad Salome Zoerabisjvili naar voren als onafhankelijke kandidaat. Ze was voormalig buitenlandminister onder president Saakasjvili en was sinds 2016 onafhankelijk parlementslid, die in die hoedanigheid de regering van Georgische Droom steunde. In 2013 werd haar kandidatuur voor het presidentschap nog afgewezen vanwege een dubbele (Franse) nationaliteit, waar ze in 2018 afstand van deed.
Een dag na de aankondiging van Zoerabisjvili maakte de Georgische Droom bekend geen eigen kandidaat in te zetten. Volgens parlementsvoorzitter Kobachidze zou een partijkandidaat "moeite hebben met het handhaven van politieke neutraliteit en het adequaat vervullen van zijn grondwettelijke plichten" en zou een kandidaat van Georgische Droom "nog onwenselijker zijn vanwege de solide meerderheid van de partij in het parlement".
Eind augustus 2018 maakte president Margvelasjvili bekend zich niet kandidaat te stellen voor een tweede termijn. Hij legde er de nadruk op dat de volgende president vooral de belangen van de bevolking moet dienen in plaats van die van de regerende partij. Hij verwees hiermee naar zijn eigen termijn en zijn toenemend gebrouilleerde verhouding met Georgische Droom, namens welke partij hij gekozen was. Margvelasjvili nam naarmate zijn termijn vorderde een onafhankelijker positie in, die regelmatig tegen de regering indruiste, wat hem binnen de partij op kritiek kwam te staan. De Georgische Droom sprak vervolgens op 9 september 2018 hun steun en aanbeveling uit voor Salome Zoerabisjvili.

## Resultaten
De verkiezingen werden volgens een tweerondensysteem gehouden waarbij de winnaar minimaal 50%+1 van de stemmen moest behalen. De eerste ronde eindigde in een close finish tussen Zoerabisjvili (38,6%) en Vasjadze (37,7%). Dit krappe verschil van minder dan 1% vertaalde zich ook in een verdeeld beeld in de kiesdistricten in het land. In bijna de helft van de districten behaalde Vasajdze de meeste stemmen, inclusief in de helft van hoofdstad Tbilisi, de andere grote steden en de stem in het buitenland.
De tweede en beslissende ronde, de eerste keer in een Georgische presidentsverkiezing, werd een maand later gehouden en werd met 59,5% overtuigend gewonnen door Zoerabisjvili bij een bijna 10% hogere opkomst. 
|                                  | Salome Zoerabisjvili       | Onafhankelijk / Georgische Droom      | 615.572   | 38,64  | 1.147.701 | 59,52  |
|                                  | Grigol Vasjadze            | Verenigde Nationale Beweging          | 601.224   | 37,74  | 780.680   | 40,48  |
|                                  | David Bakradze             | Europees Georgië                      | 174.849   | 10,97  |           |        |
|                                  | Sjalva Natelasjvili        | Georgische Arbeiderspartij            | 59.651    | 3,74   |           |        |
|                                  | Davit Oesoepasjvili        | Ontwikkelingsbeweging                 | 36.037    | 2,26   |           |        |
|                                  | Zoerab Dzjaparidze         | Girtsji                               | 36.034    | 2,26   |           |        |
|                                  | Kacha Koekava              | Vrij Georgië                          | 21.186    | 1,33   |           |        |
|                                  | Overige kandidaten         | Overige kandidaten (18) minder dan 1% | 48.617    | 3,05   |           |        |
| Totaal                           | Totaal                     | Totaal                                | 1.593.170 | 100    | 1.928.381 | 100    |
|                                  |                            |                                       |           |        |           |        |
| Geldige stemmen                  | Geldige stemmen            | Geldige stemmen                       | 1.593.170 |        | 1.928.381 |        |
| Ongeldige stemmen                | Ongeldige stemmen          | Ongeldige stemmen                     | 53.847    | 3,27   | 59.778    | 3,01   |
| Totale stemmen                   | Totale stemmen             | Totale stemmen                        | 1.647.878 | [ 14 ] | 1.988.787 | [ 15 ] |
| Kiesgerechtigden / opkomst       | Kiesgerechtigden / opkomst | Kiesgerechtigden / opkomst            | 3.518.877 | 46,83  | 3.528.658 | 56,36  |
| Bronnen: CESKO, CESKO Dashboard. |                            |                                       |           |        |           |        |

## Nasleep

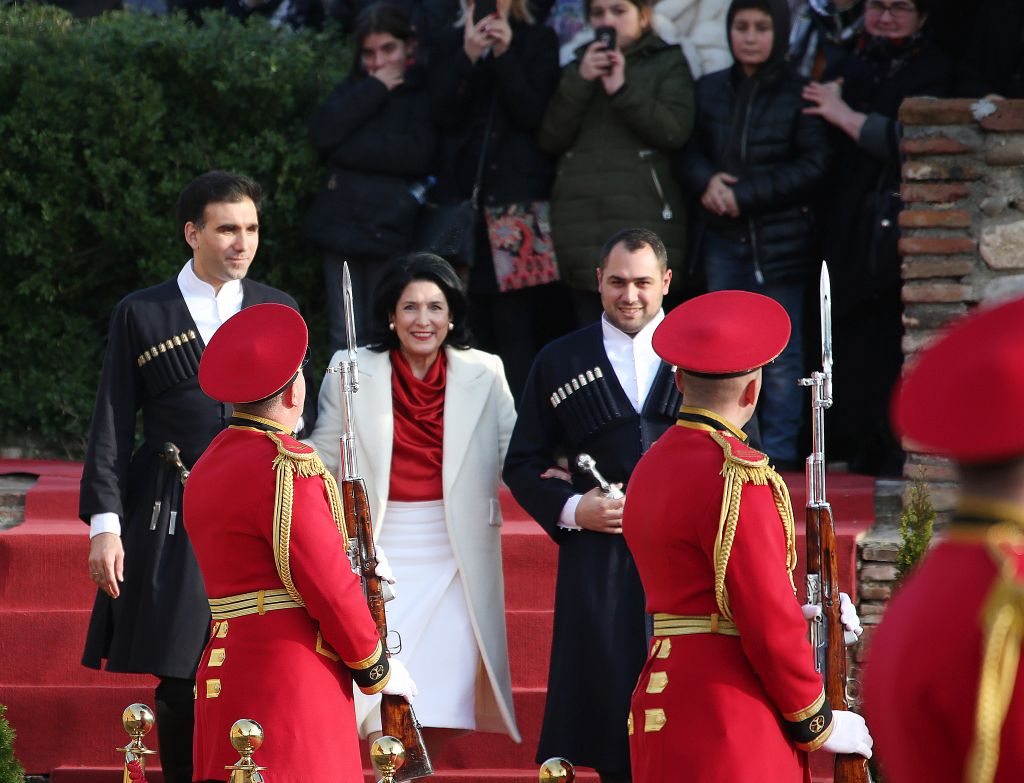
Salome Zoerabisjvili werd op 16 december 2018 in Telavi ingehuldigd.

De oppositie beklaagde zich over de stembusgang in de tweede ronde, weigerde de resultaten te erkennen en riep op tot vervroegde parlementsverkiezingen. Op 16 december 2018 werd Zoerabisjvili in de oost-Georgische stad Telavi ingezegend als de vijfde president van Georgië. Zoerabisjvili wilde een president van de regio's zijn, en koos daarom symbolisch voor de hoofdstad van de regio Kacheti voor de inzegening. Telavi was een van de kieskringen waar Zoerabisjvili minder stemmen kreeg dan Vasjadze. De verenigde oppositie protesteerde tegen de inhuldiging, maar legde zich daarna neer bij het verlies. Wel zette de oppositie in op volledig evenredige parlementsverkiezingen in 2020, in plaats van 2024.

## Verkiezingswaarneming

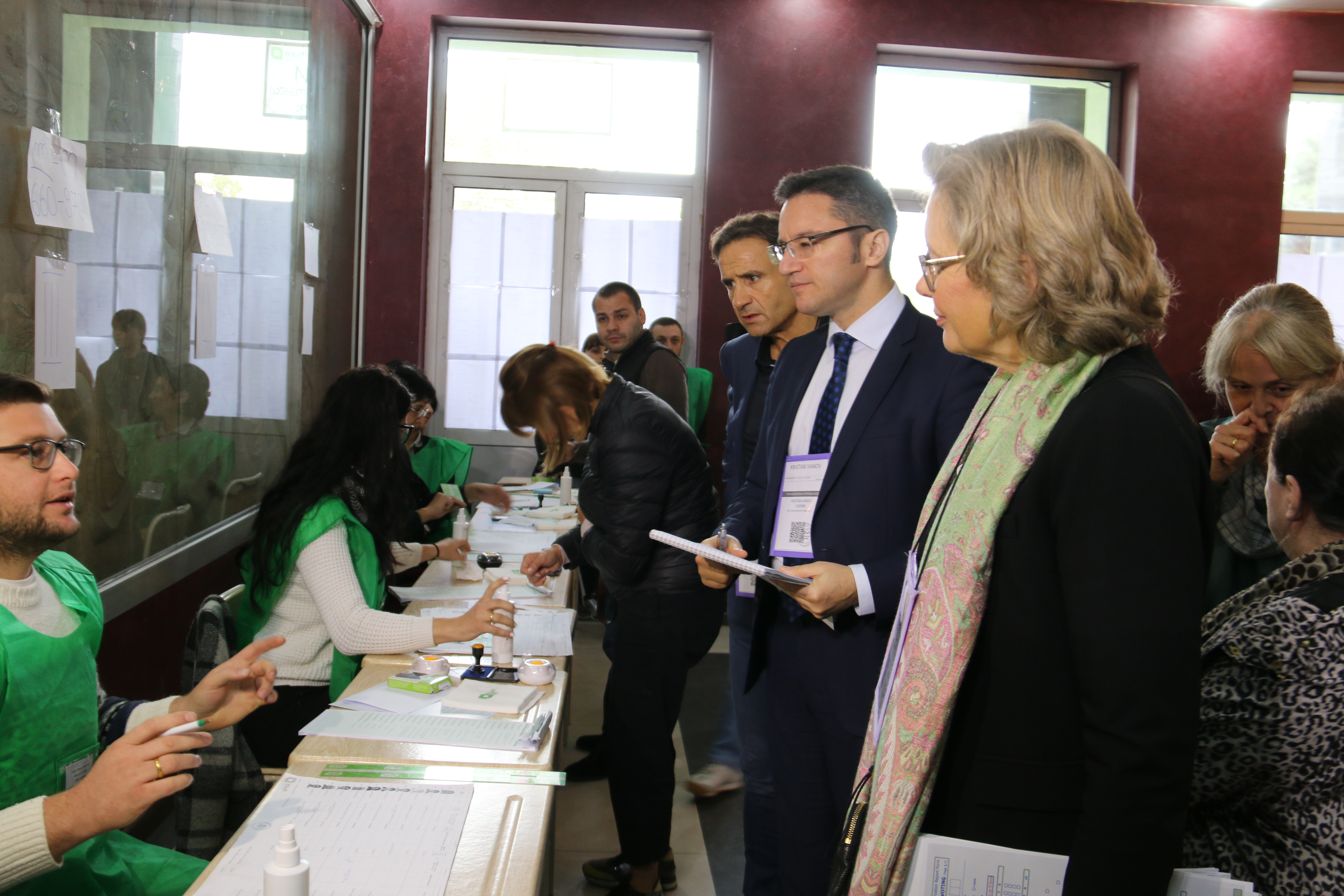
Waarnemers van de OVSE Parlementaire Assemblee.

De OVSE werd door de Georgische regering uitgenodigd om de verkiezingen waar te nemen. Ruim twee maanden voor de verkiezingen begon het Bureau voor Democratische Instellingen en Mensenrechten van de OVSE met de waarnemingsmissie. De eerste fase van de missie bestond uit 14 internationale deskundigen in Tbilisi en 28 langetermijnwaarnemers die in het hele land werden ingezet om de aanloop van de verkiezingen te observeren (22 in de tweede ronde). In deze fase van de waarneming werden campagneactiviteiten, de verkiezingsadministratie, het werk van relevante overheidsinstanties, de uitvoering van het wetgevingskader, de oplossing van verkiezingsgeschillen en de berichtgeving in de media gevolgd. Op de verkiezingsdag werden door de OVSE 350 waarnemers ingezet, gebundeld met delegaties van de Parlementaire Assemblees van de Raad van Europa en van de NAVO.
De OVSE presenteerde een dag na de eerste ronde samen met de delegaties van de Raad van Europa en NAVO de voorlopige conclusies. De waarnemingsmissie prees de verkiezing als "competitief en professioneel geadministreerd" met een "een professionele, ordelijke en transparante" verkiezingsdag. Niettemin constateerden de waarnemers gevallen van misbruik van administratieve middelen en waren hooggeplaatste staatsfunctionarissen betrokken bij de campagne van de regeringspartij, waardoor de grens tussen staat en de partij vervaagde. Ook werd een groot aantal partijaanhangers in stembureaus waargenomen wat leidde tot bezorgdheid over intimidatie en de mate van een veilige vrije kiesomgeving. De sterke polarisatie in het private medialandschap, de negatieve campagnevoering, harde retoriek, en het gebrek aan analytische rapportage beperkten volgens de waarnemers het vermogen van kiezers "om een volledig geïnformeerd standpunt in te nemen". Ook was er sprake van een oneerlijk speelveld door een zeer onevenwichtige verdeling van donaties met buitensporige hoge uitgaven. De leider van de kortetermijn missie zei dat “Georgië bij deze verkiezingen de volwassenheid van zijn democratie heeft getoond" en dat dit "verwachtingen schept".

### Tweede ronde
Het verloop van de tweede ronde werd zwaarder bekritiseerd, zowel door de OVSE als het Amerikaanse National Democratic Institute. Deze laatste stelde dat Georgië haar democratische reputatie riskeerde te verkwisten. Het instituut zei dat de aanloop naar de verkiezingen zorgde voor verdeeldheid, "bezoedeld door incidenten van geweld en intimidatie". Het NDI rapporteerde dat de retoriek van de campagne "agressiever en vijandiger was tussen de twee rondes, met het aanjagen van angst en de dreiging van instabiliteit". Er werden veel beschuldigingen gehoord van poging tot kopen van stemmen en misbruik van de staatsmiddelen. De OVSE oordeelde over de tweede ronde dat deze competitief met een vrije campagne maar oneerlijk waren verlopen. De organisatie zei dat het ongelijke speelveld het eerlijke verkiezingsproces ondermijnde. De delegatie van de Parlementaire Assemblee van de Raad van Europa zei dat de tweede ronde de zorgen na de eerste ronde bevestigde. De goede internationale reputatie van Georgië als democratie werd volgens de OVSE missie ondermijnd door onnodig harde confrontaties en negatieve campagnes, in plaats van zich bezig te houden met kwesties die belangrijk zijn voor Georgië, zoals de rechtsstaat en de economische ongelijkheid.
Waarnemers van het Europees Parlement betreurden nadrukkelijk "dat de Russische bezetting van Zuid-Ossetië en Abchazië en het besluit van de de facto heersende autoriteiten van Zuid-Ossetië om de administratieve grens met centraal Georgië de vrijheid beroofde van veel Georgische burgers om hun stem uit te brengen". De missie constateerde ook dat ondanks aankaarten na de verkiezingen in 2016 er nog steeds een grote disbalans is in de hoeveelheid donaties, wat een gelijk speelveld in de weg staat. De Europarlementariërs concludeerden ook dat de polariserende negatieve campagne in de tweede ronde nog problematischer was, ondanks verzoeken van internationale waarnemers na de eerste ronde te temperen. Waarnemers vonden de toezegging van de filantropische organisatie van Bidzina Ivanisjvili, voorzitter en oprichter van regeringspartij Georgische Droom, om schulden van 600.000 burgers kwijt te schelden een vorm van kiezersomkoping.

## Reacties
In tegenstelling tot de presidentsverkiezing van 2013 die internationaal brede lof kreeg, werd de verkiezing van 2018 bekritiseerd.
- Europese Unie - Na de eerste ronde gaf de EU via de Europese dienst voor extern optreden een kritische verklaring af. Ondanks de erkenning van een "professioneel geadministreerde" verkiezing, gaf de dienst aan dat er "gevallen van misbruik van administratieve middelen, sterke polarisatie van de private media, negatieve campagnes en harde retoriek" waren geconstateerd. De EU benadrukte het belang "dat alle partijen zich blijven houden aan de democratische principes en de wil van het Georgische volk respecteren. De Europese Unie staat achter een democratisch, stabiel en welvarend Georgië, ook met een levendig maatschappelijk middenveld".[27] Na de tweede ronde herhaalde de EU ambassadeur Hartzell in een gezamenlijke verklaring met zijn Amerikaanse ambtsgenoot deze boodschap, en veroordeelde de "gewelddadigheden, bedreigingen met geweld en haatzaaiende uitlatingen tijdens de campagne, die niet thuishoren in een democratische samenleving". Hij feliciteerde Zoerabisjvili met de zege.[28][29]
- Verenigde Staten - Het Amerikaanse ministerie van Buitenlandse Zaken verwelkomde de OVSE beoordeling van een competitieve verkiezing en "deelde de zorgen van de OVSE en andere waarnemers over onder meer gevallen van misbruik van staatsmiddelen voor partijdige campagnes. Deze acties zijn niet in overeenstemming met de inzet van Georgië voor volledig eerlijke en transparante verkiezingen".[30]
- NAVO - Speciaal vertegenwoordiger voor de Kaukasus en Centraal-Azië van de NAVO, James Appathurai, feliciteerde Zoerabisjvili met haar verkiezing en feliciteerde het Georgische volk "met een verkiezing die als vrij en competitief is beoordeeld". Wel zei hij dat "er meer gedaan moet worden om in de toekomst een gelijk speelveld voor alle kandidaten te garanderen".[31]
- Rusland - Het Russische ministerie van Buitenlandse Zaken zei de "positie ten aanzien van Georgië te handhaven" in antwoord op vragen over de verkiezing van Zoerabisjvili. Het stelde dat het niet Rusland was dat de diplomatieke banden had verbroken en dat de volkeren van de twee landen daar het slachtoffer van zijn.[32]
- Een reeks aan politiek leiders uit de regio en Europa feliciteerden Zoerabisjvili met haar zege en wensten een vruchtbare samenwerking, waaronder uit Armenië, Estland, Litouwen, Oekraïne, Turkije, het Verenigd Koninkrijk.[31]